# Andrzej Rydzowski
Andrzej Marcin Rydzowski (7. listopadu 1829 – 20. ledna 1881 Vídeň) byl rakouský právník, vysokoškolský pedagog a politik polské národnosti z Haliče, v 2. polovině 19. století poslanec Říšské rady.

## Biografie
Profesí byl právníkem. Vyučoval na Jagellonské univerzitě v Krakově, kde byl profesorem. Byl rovněž členem akademie věd v Krakově. Napsal vědecké práce Právo národů a Filozofie práva.
Byl zvolen na Haličský zemský sněm. Ten ho roku 1870 delegoval i do Říšské rady (celostátní parlament, volený nepřímo zemskými sněmy). Opětovně byl zemským sněmem do vídeňského parlamentu vyslán roku 1872 za kurii velkostatkářskou. Složil slib 3. června 1872, ale jeho mandát byl 21. dubna 1873 prohlášen pro dlouhodobou absenci za zaniklý. Do parlamentu se vrátil v přímých doplňovacích volbách roku 1874 (místo poslance Mikołaje Zyblikiewicze), nyní za městskou kurii, obvod Krakov. Slib složil 27. října 1874. Mandát obhájil ve volbách do Říšské rady roku 1879. Patřil do parlamentní frakce Polský klub.
Zemřel náhle ve Vídni v lednu 1881.